# Скеллиг (роман)
«Скеллиг» (англ. Skellig) — детский роман британского писателя Дэвида Алмонда, опубликованный в 1998 году. Книга получила несколько литературных премий, по ней был поставлен спектакль, написана опера и снят художественный фильм.
На русском языке роман вышел в переводе Ольги Варшавер в 2004 году.
В 2010 году Алмонд опубликовал второй роман из цикла, приквел «Меня зовут Мина» (англ. My Name is Mina, также англ. Mina’s Book).

## Сюжет
Рассказ ведётся от лица Майкла, мальчика-школьника, который вместе с родителями и недавно родившейся сестрёнкой переезжают в дом на другом конце города. Сестра Майкла, которой пока не дали имя, родилась преждевременно и ещё очень слаба, её жизнь пока под угрозой. Дом, который купила семья, принадлежал пожилому человеку и требует большого ремонта, которым занимается отец Майкла. В углу сада стоит полуразвалившийся гараж, где свалено много старых вещей. Майкл, несмотря на запрет отца, залезает туда и обнаруживает там спрятавшегося очень худого, едва живого мужчину. Преодолевая страх, Майкл начинает приносить ему еду и пиво. Незнакомец не говорит о том, кто он и как здесь оказался. У него на спине под пиджаком Майкл нащупывает какие-то выпуклости в районе лопаток.
Майкл также знакомится с соседской девочкой по имени Мина — она наблюдает за птицами, любит стихи Уильяма Блейка, много рисует и не ходит в школу, её образованием занимается мама. Майклу кажется удивительной жизнь Мины, однако он узнаёт от неё много интересного про поведение птиц. Мина также показывает ему старый дом на другой улице, который сейчас пустует, но который принадлежал её деду: в этом доме на верхнем этаже гнездятся совы. Майкл, который никому не решался рассказать о человеке в гараже, говорит о нём Мине и приводит её посмотреть на этого человека. Поскольку гараж скоро могут снести, Мина предлагает перенести человека в пустующий дом, что ребята и делают однажды под покровом ночи. Они также видят, что под пиджаком у человека на самом деле находятся крылья, которые расправляются, когда они помогают снять ему пиджак.
Сестре Майкла становится хуже, и её вместе с его мамой забирают в больницу. Майкл очень переживает за неё и боится, что она может не выжить. Незнакомец с крыльями называет своё имя, его зовут Скеллиг. Майкл и Мина замечают также, что совы принимают его за своего и подкармливат его, принося ему мышей, которых он ест. Однажды чуть окрепший Скеллиг, обнявшись с Майклом и Миной, начинает кружиться и они чувствуют, как все они взлетают над полом на чердаке дома. Сестре Майкла делают операцию на сердце. Майкл, который до этого слышал биение сердца малышки рядом со своим сердцем, чувствует, что это биение прекратилось, и он начинает думать, что сестра умерла. Однако утром мама говорит ему, что операция прошла успешно и что ночью она видела странный сон: как будто оборванный человек с крыльями влетел в палату и подержал малышку на руках, причём казалось, что у неё сзади есть небольшие крылышки. Мама с сестрой, чья жизнь теперь вне опасности, возвращаются домой. Майкл понимает, что каким-то непостижимым образом Скеллиг помог его сестре выжить. Сам же Скеллиг, как он и говорил раньше, улетает, признавшись на прощание, что он сам не знает, кто он такой: «похож на всех сразу: на вас, людей, на зверя, на птицы, на ангела…»
В конце опустевший гараж сносят, на его месте Майкл с отцом хотят разбить сад. Сестрёнку Майкла называют Радой (англ. Joy) от слова «радость».

## Создание
По словам Алмонда, заглавный герой получил своё имя по названию островов Скеллиг у побережья Ирландии (при этом один из островов носит имя Скеллиг-Майкл). Также автор признавался, что сам он не знает, «кто такой или что такое» Скеллиг, откуда он пришёл и куда улетел. По мнению писателя, наиболее важный персонаж книги — Мина.
Писатель не отрицает, что на его роман повлиял рассказ «Очень старый человек с огромными крыльями» Габриэля Гарсиа Маркеса, написанный в 1968 году.

## Награды
Книга получила несколько премий:
- 1998 — Медаль Карнеги
- 1998 — Уитбредовская премия
- 1999 — Parents Choice Award (серебряный приз)
- 2002 — Garden State Teen Book Award (литература для 6—8 классов)

## Адаптации
- В 2003 году пьеса по книге была поставлена режиссёром Тревором Нанном на сцене в Лондоне[5].
- В 2008 году современная опера по книге была поставлена в Гейтсхеде: музыку написал Тод Мачовер, либретто — сам Алмонд; в постановке принял участие оркестр «Северная симфония»[6].
- В 2009 году роман был экранизирован: в одноимённом британском фильме режиссёра Аннабель Янкель заглавную роль сыграл Тим Рот.